# Zurück
Zurück ist ein Lied des deutschen Rappers Samy Deluxe. Der Song ist die erste Singleauskopplung seines zweiten Soloalbums Verdammtnochma! und wurde am 26. Juli 2004 veröffentlicht.

## Inhalt
In Zurück preist Samy Deluxe vor allem sich selbst und seine Rapkunst. So sei er nun zurück und liefere neue Hits, auf welche die Hörerschaft gewartet habe und die diese in eine Massenhysterie versetzten. Dagegen seien andere Rapper neidisch auf ihn, da deren Musik nicht auf seinem Niveau sei. Er blickt auch auf deutschen Hip-Hop und seine Karriere zurück, die anfangs unsicher schien, doch nun „die Sprache der Jugend“ geworden sei. Zudem enthält der Text einige Wortspiele und Vergleiche.

„Ihr wisst, dass ich zurück bin

Und so deluxe kling’

Verdammt nochmal, die Leute lieben mein’ Scheiß“

## Produktion
Der Song wurde von dem Musikproduzenten Blitz produziert, während Samy Deluxe selbst den Text schrieb.

## Musikvideo
Das zu Zurück gedrehte Musikvideo verzeichnet auf YouTube über 700.000 Aufrufe (Stand Februar 2024). Es zeigt Samy Deluxe in weiter Hip-Hop-Kleidung, der den Song in einem halbdunklen Raum rappt. Dabei sind zahlreiche blaue, grüne und rote Lichter zu sehen, die einen oft wechselnden Hintergrund bilden oder die Wörter Wow bzw. Samy darstellen. Teilweise ist auch nur die schwarze Silhouette des Rappers vor dem Hintergrund zu sehen.

## Single

### Covergestaltung
Das Singlecover zeigt Samy Deluxe, der weite, blau-rote Hip-Hop-Kleidung sowie ein Basecap trägt und vor einem Kleinflugzeug steht. Oben im Himmel befinden sich der weiße Schriftzug Zurück und das Logo von Samy Deluxe (ein S, das einem Dollarzeichen ähnelt) in Rot.

### Titelliste
1. Zurück – 3:37
2. Ha ha ha – 3:13
3. Zurück (Instrumental) – 3:35
4. Ha ha ha (Instrumental) – 3:15

### Chartplatzierungen
Zurück stieg am 9. August 2004 auf Platz 22 in die deutschen Singlecharts ein und belegte in den folgenden Wochen die Ränge 24 und 23. Insgesamt war es neun Wochen lang in den Top 100 vertreten. In Österreich erreichte das Lied Position 53 und in der Schweiz Platz 36, wobei es vier bzw. sieben Wochen in den Charts vertreten war.
| ChartsChartplatzierungen | Höchstplatzierung | Wochen |
| ------------------------ | ----------------- | ------ |
| Deutschland (GfK)        | 22 (9 Wo.)        | 9      |
| Österreich (Ö3)          | 53 (4 Wo.)        | 4      |
| Schweiz (IFPI)           | 36 (7 Wo.)        | 7      |